# Ormocerinae
Die Ormocerinae bilden eine Unterfamilie der Erzwespenfamilie Pteromalidae.
Das Taxon geht auf den britischen Entomologen Francis Walker zurück, der im Jahr 1833 die Familie Ormoceridae einführte. Die Typusgattung ist Ormocerus Walker, 1834. Bouček (1988) behandelte das Taxon als Ormocerinae im Rang einer Unterfamilie. Im Rahmen einer Revision von Burks et al. (2022) anhand molekularbiologischer und morphologischer Untersuchungen wurden drei Tribus aus der Unterfamilie ausgegliedert, so dass danach nur noch 5 Gattungen den Ormocerinae zugeordnet wurden.

## Merkmale
Die Vertreter der Ormocerinae weisen 12 Geißelglieder auf. der clypeale Rand ist symmetrisch, abgeschnitten oder einheitlich leicht konvex gestaltet. Die Mandibeln sind nicht vergrößert. Die Scapula (Schultern) sind vorne nicht vom Pronotum abgesetzt. Die Axilla sind nicht besonders hervorstehend. Die Axillula sind nicht vergrößert. Das Propodeum ist ohne Plicae. Der Petiolus ist quer und ohne anterolateraler Carina (Kiel).

## Lebensweise
Zu den Ormocerinae gehören Parasitoide verschiedener Gallwespen (Cynipidae).

## Innere Systematik
Gemäß der Taxonomie von Burks et al. (2022) gehören zu den Ormocerinae folgende Gattungen:
- Blascoa Askew, 1997
- Cecidoxenus Ashmead, 1904
- Monazosa Dzhanokmen, 1975
- Nodisoplata Graham, 1969
- Ormocerus Walker, 1834